# Capnella australiensis
Capnella australiensis is een zachte koraalsoort uit de familie Nephtheidae. De koraalsoort komt uit het geslacht Capnella. Capnella australiensis werd in 1928 voor het eerst wetenschappelijk beschreven door Thorpe. 